# Veselský rajón
Veselský rajón (ukrajinsky Веселівський район) byl rajón v Záporožské oblasti na Ukrajině. Hlavním městem bylo Vesele a rajón měl přibližně 21 tisíc obyvatel. 

## Sídla v rajónu
- Vesele